# Timpag
Timpag is een bestuurslaag in het regentschap Tabanan van de provincie Bali, Indonesië. Timpag telt 3057 inwoners (volkstelling 2010).